# Famille Le Barbier de Blignières
Pour les articles homonymes, voir Blignières.
La famille Le Barbier de Blignières est une famille subsistante d'ancienne bourgeoisie française, originaire de Soissons, en Picardie, puis établie à Paris.
Cette famille compte parmi 
ses membres des officiers, un ministre et des religieux.

## Histoire
La famille Le Barbier de Blignières est une famille bourgeoise originaire de Picardie.
Elle est issue d'Antoine Barbier (vers 1615 - vers 1675), bourgeois de Saint-Pierre-le-Viel-lès-Soissons. Son fils Pierre Barbier de Blignières (1664-1710) était commissaire des vivres en Picardie, puis greffier en chef du parlement de Flandres. Le fils de ce dernier, Louis Barbier de Blignières (1695-1752), s'établit comme architecte à Paris.

## Filiation
- Jean-Jacques Le Barbier de Blignières (1797-1869) épouse Thérèse Richer.
  - Célestin de Blignières (1823-1905), il sort de l'École polytechnique avec le grade de sous-lieutenant d'artillerie, capitaine à la Fonderie de canons de Douai en 1857, essayiste. Il épouse Marie Liouville, fille du mathématicien Joseph Liouville.
  - Auguste de Blignières (1825-1851), agrégé de lettres, professeur de rhétorique au Collège Stanislas.
  - Ernest de Blignières (1834-1900), inspecteur général des finances, préfet, ministre en Égypte. Il épouse Berthe de Momistrol.
    - André Le Barbier de Blignières (1875-1946) épouse Renée Lalau-Keraly.
      - Alain Le Barbier de Blignières (1911-1989) épouse Andrée Richard.
        - Bruno Le Barbier de Blignières (1946), général.

      - Hervé Le Barbier de Blignières (1914-1989), lieutenant-colonel, chef d’état-major de l’OAS en France. Il épouse Aliette de la Casinière (1915-2011).
        - Hugues Le Barbier de Blignières dit « Hugues Kéraly » (1947), professeur de philosophie, écrivain catholique ; il épouse en 1969 Anne de Blignières-Légeraud (née en 1949), expert auprès de la Commission européenne, présidente de l'Institut supérieur des métiers.
        - Olivier Le Barbier de Blignières (1949), « Louis-Marie de Blignières », prêtre catholique.
        - Arnaud de Blignières (1952), en religion « Bruno de Blignières », prêtre catholique.

      - Claude Le Barbier de Blignières (13-03-1920 Hennebont, Morbihan - 31/10/1945 Vichy, Allier), membre des forces françaises libres, engagement à Londres en juillet 1940, FAFL Ardennes, sergent-chef pilote, 1ère compagnie d'infanterie de l'air au Levant, mort pour la France. Le 22 juin 1945 il avait reçu la croix de guerre avec étoile de vermeil. Claude Le Barbier de Blignières aura effectué cinquante-cinq missions de guerre sur P-47.
      - Jean Le Barbier de Blignières (1923-2013) épouse Thérèse Boudet.
        - Gonzague de Blignières (1956), banquier et homme d'affaires.

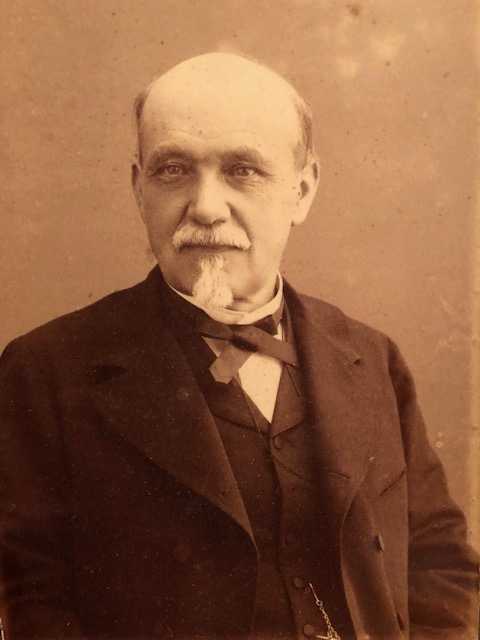
Célestin de Blignières (1823-1905)
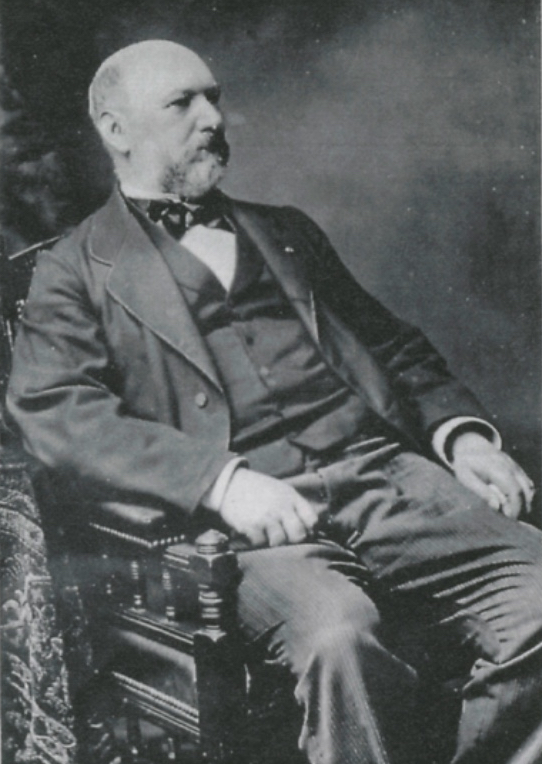
Ernest de Blignières (1834-1900)
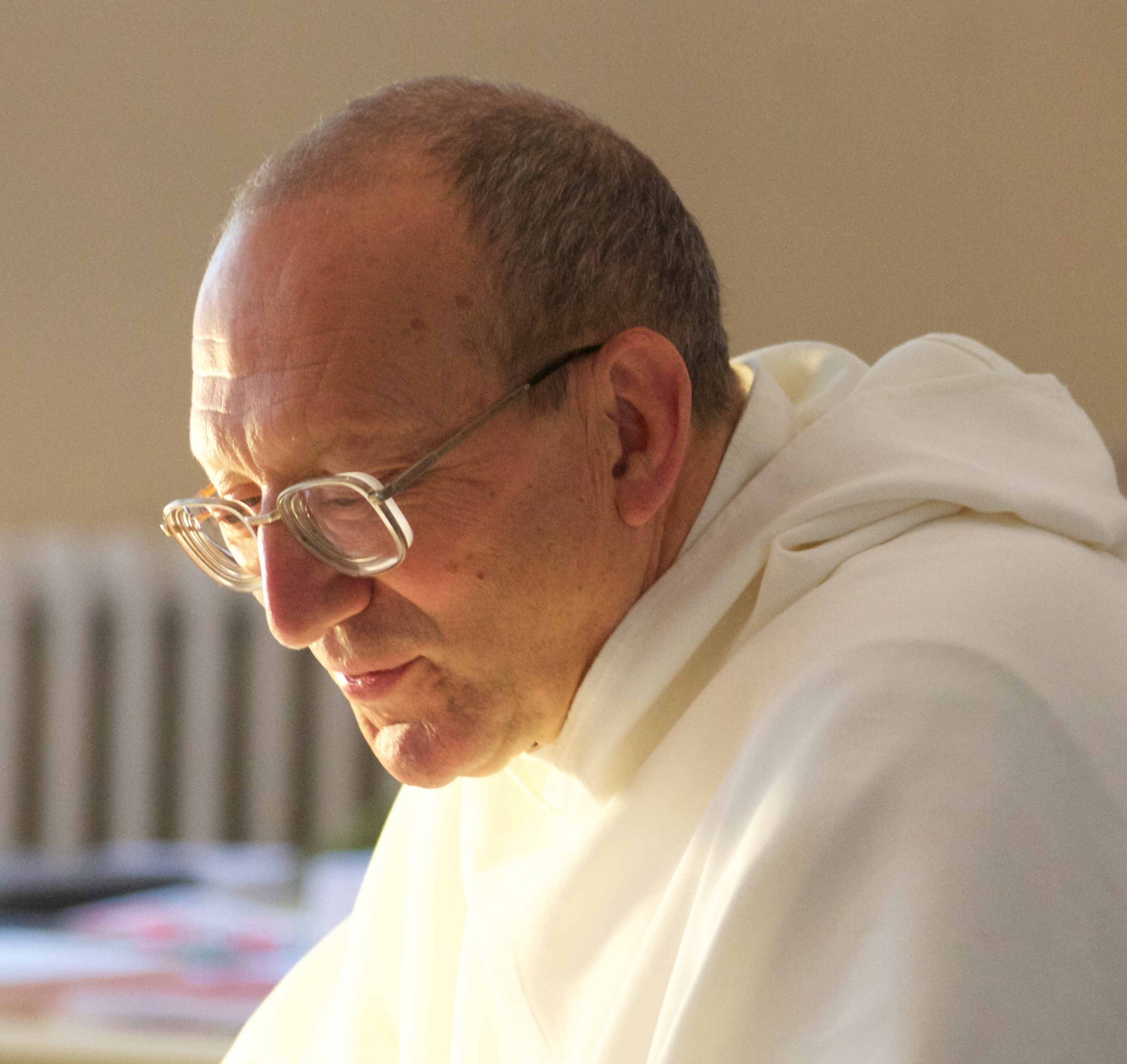
Louis-Marie de Blignières (1949)
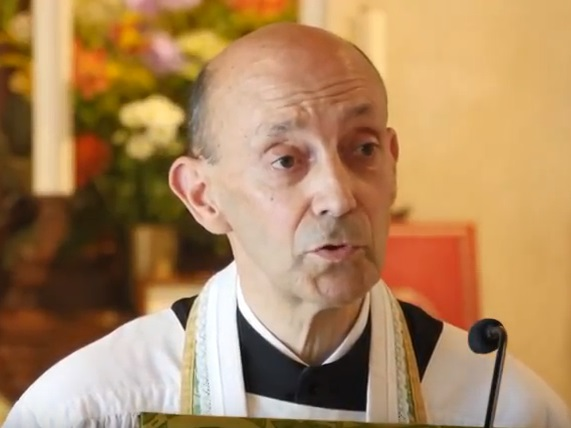
Bruno de Blignières (1952)

## Armes
La famille Le Barbier de Blignières fit enregistrer ses armes dans l'armorial de 1696, en la personne de Louis Barbier portant de gueules, à trois barbeaux d'argent, mis en fasce, au chef cousu d'azur, chargé d'un soleil d'or, accosté de deux étoiles du même.

Blason de la famille Barbier de Lescoët, adopté par la famille Barbier de Blignières

Cependant, ces armes tombèrent en désuétude et les membres de cette famille adoptèrent ensuite les armes de la famille bretonne éteinte Barbier de Lescoët, qui sont d'argent à deux fasces de sable.

## Pour approfondir

### Patronymes apparentés
- Barbier
- Le Barbier
- Barbier de La Serre
- Le Barbier de Tinan